# Gia Farrell
Gia Farrell (nascido Jeannie Bocchicchio em 9 de fevereiro de 1989, em Suffern, New York) é uma cantora e compositora americana. Ela é a mais conhecida pelo sua composição em feita em 2006 chamado "Hit Me Up", que foi destaque na trilha sonora do Happy Feet em no ano de lançamento.